# ABS news every.
『ABS news every.』（エイビーエス・ニュース・エブリィ）は、2010年3月29日から放送されている秋田放送の夕方ローカルワイドニュース番組である。

## 放送時間
- 月曜 - 金曜 18:15 - 19:00

2012年4月5日より『あきたびじょんプラス』が18:55 - 19:00に放送される事で木曜のみ放送時間が5分短縮となったが、現在は全ての曜日で19:00まで放送される。

## キャスター
- すべて、秋田放送アナウンサー（放送期間中の肩書き）

| 期間       | 期間       | 男性     | 男性       | 男性       | 女性       | 女性       | 女性       | 女性       | 天気       | 天気       | 天気       | 天気       | スポーツ |
| 期間       | 期間       | 月 - 水  | 木         | 金         | 月・火     | 水         | 木         | 金         | 月・火     | 水         | 木         | 金         | スポーツ |
| ---------- | ---------- | -------- | ---------- | ---------- | ---------- | ---------- | ---------- | ---------- | ---------- | ---------- | ---------- | ---------- | -------- |
| 2010.3.29  | 2011.3.25  | 井関裕貴 | 井関裕貴   | 井関裕貴   | 松井梨絵子 | 松井梨絵子 | 松井梨絵子 | 松井梨絵子 | 吉村優     | 吉村優     | 吉村優     | 吉村優     | 廣田裕司 |
| 2011.3.28  | 2012.3.30  | 田村修   | 田村修     | 田村修     | 椿田恵理子 | 椿田恵理子 | 椿田恵理子 | 椿田恵理子 | 吉村優     | 吉村優     | 吉村優     | 吉村優     | 廣田裕司 |
| 2012.4.2   | 2016.10.28 | 田村修   | 田村修     | 田村修     | 椿田恵理子 | 椿田恵理子 | 椿田恵理子 | 椿田恵理子 | 幸坂理加   | 幸坂理加   | 幸坂理加   | 幸坂理加   | 廣田裕司 |
| 2016.10.31 | 2016.11.4  | 田村修   | 田村修     | 田村修     | 幸坂理加   | 幸坂理加   | 幸坂理加   | 幸坂理加   | 幸坂理加   | 幸坂理加   | 幸坂理加   | 幸坂理加   | 廣田裕司 |
| 2016.11.7  | 2018.12.28 | 田村修   | 田村修     | 田村修     | 幸坂理加   | 幸坂理加   | 幸坂理加   | 幸坂理加   | 鴨下望美   | 鴨下望美   | 鴨下望美   | 鴨下望美   | 廣田裕司 |
| 2019.1.7   | 2019.3.29  | 田村修   | 田村修     | 田村修     | 鴨下望美   | 鴨下望美   | 鴨下望美   | 鴨下望美   | 鴨下望美   | 鴨下望美   | 鴨下望美   | 鴨下望美   | 廣田裕司 |
| 2019.4.1   | 2020.3.27  | 田村修   | 田村修     | 田村修     | 鴨下望美   | 鴨下望美   | 佐藤有希   | 佐藤有希   | 林さくら   | 林さくら   | 林さくら   | 林さくら   | 廣田裕司 |
| 2020.3.30  | 2021.3.26  | 田村修   | 田村修     | 田村修     | 鴨下望美   | 佐藤有希   | 佐藤有希   | 佐藤有希   | 佐藤有希   | 林さくら   | 林さくら   | 林さくら   | 廣田裕司 |
| 2021.3.29  | 2022.4.1   | 田村修   | 田村修     | 田村修     | 鴨下望美   | 佐藤有希   | 佐藤有希   | 佐藤有希   | 佐藤有希   | 林さくら   | 林さくら   | 太田英梨花 | 廣田裕司 |
| 2022.4.4   | 2023.11.3  | 田村修   | 田村修     | 田村修     | 林さくら   | 鴨下望美   | 鴨下望美   | 鴨下望美   | 太田英梨花 | 太田英梨花 | 太田英梨花 | 太田英梨花 | 廣田裕司 |
| 2023.11.6  | 2024.3.29  | 田村修   | 田村修     | 田村修     | 鴨下望美   | 鴨下望美   | 鴨下望美   | 鴨下望美   | 鴨下望美   | 太田英梨花 | 太田英梨花 | 太田英梨花 | 廣田裕司 |
| 2024.4.1   | 2025.3.28  | 田村修   | 田村修     | 廣田裕司   | 鴨下望美   | 鴨下望美   | 鴨下望美   | 関向良子   | 太田英梨花 | 太田英梨花 | 太田英梨花 | 太田英梨花 | 廣田裕司 |
| 2025.3.31  | 現在       | 田村修   | 柴田光太郎 | 柴田光太郎 | 鴨下望美   | 秋山陽南   | 関向良子   | 関向良子   | 秋山陽南   | 鴨下希美   | 秋山陽南   | 秋山陽南   | 廣田裕司 |

## その他
- 初代の井関・松井の両キャスターおよびスタジオセットは前番組『Newsリアルタイムあきた』から引き継がれた。
- 番組内のBGM・テロップ等は、ほぼ全国版を踏襲しているが、ニュースピックアップのアタック音は『NNN Newsリアルタイム』のものがそのまま使われていた（2017年3月まで）。
- 2017年4月に番組セットやオープニング映像、BGMが一新され、2016年11月末にキー局で変更されたものを再び踏襲する形となった。
- 『ニュースプラス1』、『Newsリアルタイム』のローカル版は、番組タイトルに「あきた」が付く形となっていたが、当番組からは「あきた」が付かなくなった。
- 2014年3月にヤン坊マー坊天気予報（ヤンマー天気情報）が終了した後も、天気予報は曜日毎に冠スポンサーが付いている。
- 2023年5月26日は、日本海中部地震発生からちょうど40年となる事から、通常番組放送の後の19:00 - 19:56に特別番組「ABS news every. 防災、あしたへ -日本海中部地震40年-」を放送した[2]。